# Los Perrones
Los Perrones é uma organização criminosa fundada em El Salvador que é formada por grupos de transportadores que comercializam drogas em diferentes partes do continente americano, como Guatemala, Panamá, México, Honduras, entre outros lugares, e dentro do território salvadorenho. Possuem laços estreitos com vários cartéis colombianos, mas posteriormente começaram a ter relações com os cartéis mexicanos. Durante a década de 2000, afirma-se que o grupo começou a crescer (embora não se saiba corretamente o número exato de membros), no entanto, passa a declinar. Em meados de 2010,  reativou-se levando a Polícia Nacional Civil a realizar operações contra o grupo criminoso, prendendo pessoas de grande importância dentro dos integrantes, o que fez com que a organização  começasse gradativamente a decair. Foi frequentemente considerado um dos “cartéis mais poderosos do continente centro-americano”, segundo os meios de comunicação, e um dos mais desconhecidos.